# Скандинавське пасмо
Скандинавське пасмо (давньосканд. Þáttr, множ. Þættir) — термін, що узагальнює короткі літературні твори, записані в Ісландії в XIII-XIV століттях давньоскандинавською мовою, які оповідають про історію та життя скандинавських народів у період зазвичай з 930 по 1030 роки, так званий період «Століття саг».
Назва Þáttr так буквально й перекладається як «пасмо», але також у переносному значенні слово можна перекласти як «шматочок», «уривок», «оповідь».

## Відмінність від саГи
Доволі часто «пасмо» неточно перекладають як «сага». Головна відмінність: «пасмо» — коротке прозове оповідання.

## Класифікація

### Пасма про ісландців
Пасма про ісландців (давньоскан. Íslendinga þættir) — короткі оповідання про ісландців, часто про тих з них, хто подорожував до норвезького короля.
Перелік пасом:
| Оригінальна назва                                  | Назва українською мовою                                       | *   |
| -------------------------------------------------- | ------------------------------------------------------------- | --- |
| Arnórs þáttr jarlaskálds                           | Пасмо про Арнора Скальда Ярлів                                | РКМ |
| Auðunar þáttr vestfirzka                           | Пасмо про Аудуна з Західних Фьйордів                          | ЗФ  |
| Bergbúa þáttr                                      | Пасмо про мешканця гори                                       | ШФ  |
| Brandkrossa þáttr                                  | Пасмо про Брандкроссі                                         | СФ  |
| Brands þáttr örva                                  | Пасмо про Бранда Щедрого                                      | ЗФ  |
| Draumr Þorsteins Síðu-Hallssonar                   | Сон Торстєйна, сина Галля з Узбережжя                         | СФ  |
| Egils þáttr Síðu-Hallssonar                        | Пасмо про Еґіля, сина Галля з Узбережжя                       | СФ  |
| Einars þáttr Skúlasonar                            | Пасмо про Ейнара, сина Скулі                                  | ГФ  |
| Geirmundar þáttr heljarskinns                      | Пасмо про Ґєйрмунда Пекельношкірого                           | ШФ  |
| Gísls þáttr Illugasonar                            | Пасмо про Гісля, сина ІллуГі                                  | ГФ  |
| Gríms þáttr Grímstungu                             | Пасмо про Ґріма з межиріччя Ґріма                             | ВО  |
| Grœnlendinga þáttr                                 | Пасмо про Гренландців                                         | —   |
| Gull-Ásu-Þórðar þáttr                              | Пасмо про Торда Золотої Аси                                   | СФ  |
| Gunnars þáttr Þiðrandabana                         | Пасмо про Гуннара, Вбивцю Тідранді                            | СФ  |
| Halldórs þáttr Snorrasonar inn fyrri               | Перше пасмо про Галльдора, сина Сноррі                        | ШФ  |
| Halldórs þáttr Snorrasonar inn síðari              | Останнє пасмо про Галльдора, сина Сноррі                      | ШФ  |
| Haukdæla þáttr                                     | Пасмо про людей з Яструбиної Долини                           | РКМ |
| Helga þáttr Þórissonar                             | Пасмо про Гєльґі, сина Торіра                                 | ЛП  |
| Hrafns þáttr Guðrúnarsonar                         | Пасмо про Гравна, сина Гудрун                                 | ЗФ  |
| Hreiðars þáttr heimska                             | Пасмо про Грєйдара-Дурня                                      | ОМФ |
| Hrómundar þáttr halta                              | Пасмо про Громунда Кульгавого                                 | ЗФ  |
| Íslendings þáttr sögufróða                         | Пасмо про ісландця-оповідача                                  | РКМ |
| Íslendings þáttr óráðga                            | Пасмо про нерозумного ісландця                                | КТ  |
| Ívars þáttr Ingimundarsonar                        | Пасмо про Івара, сина Інґімунда                               | РКМ |
| Jökuls þáttr Bárðarsonar                           | Пасмо про Йокуля, сина Барда                                  | ВО  |
| Jökuls þáttr Búasonar                              | Пасмо про Йокуля, сина Буі                                    | РКМ |
| Kumlbúa þáttr                                      | Пасмо про мешканця склепу                                     | ШФ  |
| Mána þáttr skálds                                  | Пасмо про Мані-Скальда                                        | РКМ |
| Odds þáttr Ófeigssonar                             | Пасмо про Одда, сина ОфєйГа                                   | ВО  |
| Orms þáttr Stórólfssonar                           | Пасмо про Змія, сина Сторольва                                | —   |
| Óttars þáttr svarta                                | Пасмо про Оттара Чорного                                      | РКМ |
| Rauðúlfs þáttr                                     | Пасмо про Червоного Вовка                                     | КС  |
| Sighvats þáttr skálds                              | Пасмо про скальда Сіґгвата                                    | РКМ |
| Sigurðar þáttr borgfirzka                          | Пасмо про Сігурда з Міського Фьйорду                          | ГФ  |
| Sneglu-Halla þáttr                                 | Пасмо про Зухвалого Галлі                                     | ОМФ |
| Stefnis þáttr Þorgilssonar                         | Пасмо про Стєвніра, сина Торґільса                            | РКМ |
| Steins þáttr Skaptasonar                           | Пасмо про Стєйна, сина Скапті                                 | РКМ |
| Stjörnu-Odda draumr                                | Сон Зоряного Одді                                             | КТ  |
| Stúfs þáttr inn meiri                              | Велике пасмо про Стувє                                        | ШФ  |
| Stúfs þáttr inn skemmri                            | Коротке пасмо про Стувє                                       | ШФ  |
| Svaða þáttr ok Arnórs kerlingarnefs                | Пасмо про Сваді та Арнора Староносого                         | ОМФ |
| Þiðranda þáttr ok Þórhalls                         | Пасмо про Тідранді та Торгалла                                | СФ  |
| Þorgríms þáttr Hallasonar ok Bjarna Gullbrárskálds | Пасмо про Торґріма, сина Галлі та Бьярні, скальда Золотих Вій | ОМФ |
| Þorleifs þáttr jarlsskálds                         | Пасмо про Торлєйва, Скальда Ярла                              | ОМФ |
| Þormóðar þáttr                                     | Пасмо про Тормода                                             | ЗФ  |
| Þórodds þáttr Snorrasonar                          | Пасмо про Тородда, сина Сноррі                                | ШФ  |
| Þorsteins þáttr Austfirðings                       | Пасмо про Торстєйна зі Східних Фьйордів                       | СФ  |
| Þorsteins þáttr forvitna                           | Пасмо про цікавого Торстєйна                                  | РКМ |
| Þorsteins þáttr tjaldstæðings                      | Пасмо про наметового Торстєйна                                | ДКР |
| Þorsteins þáttr Síðu-Hallssonar                    | Пасмо про Торстєйна, сина Галля з Узбережжя                   | СФ  |
| Þorsteins þáttr skelks                             | Пасмо про Торстєйна Морозного                                 | ВО  |
| Þorsteins þáttr stangarhöggs                       | Пасмо про битого Торстєйна                                    | СФ  |
| Þorsteins þáttr sögufróða                          | Пасмо про Торстєйна-Оповідача                                 | РКМ |
| Þorsteins þáttr tjaldstœðings                      | Друге пасмо про наметового Торстєйна                          | —   |
| Þorsteins þáttr uxafóts                            | Пасмо про Торстєйна Биконогого                                | СФ  |
| Þorvalds þáttr tasalda                             | Пасмо про Торвальда-Пензлика                                  | ОМФ |
| Þorvalds þáttr víðförla                            | Пасмо про Торвальда-Мандрівника                               | ВО  |
| Þorvarðar þáttr krákunefs                          | Пасмо про Торварда Воронячедзьобого                           | ЗФ  |
| Þórarins þáttr Nefjólfssonar                       | Пасмо про Тораріна, сина Нєвьйольва                           | КТ  |
| Þórarins þáttr ofsa                                | Пасмо про зухвалого Тораріна                                  | КТ  |
| Þórarins þáttr stuttfeldar                         | Пасмо про Тораріна Короткоплащого                             | РКМ |
| Þórhalls þáttr knapps                              | Пасмо про Торгалла-Ґудзика                                    | ОМФ |
| Þóris þáttr hasts ok Bárðar birtu                  | Пасмо про грубого Торіра та сяючого Барда                     | ОМФ |
| Ævi Snorra goða                                    | Життя Святого Сноррі                                          | СГ  |
| Ögmundar þáttr dytts ok Gunnars helmings           | Пасмо про битого Йоґмунда та Ґуннара-Навпіл                   | ОМФ |
| Ölkofra þáttr                                      | Пасмо про Пивний Капюшон                                      | РКМ |

- Скорочення

| КС — з Королівських саГ ЛП — Легендарні пасма ДКР — з Долини Кривої Ріки СФ — зі Східних Фьйордів | ВО — з Ведмежого Озера ШФ — з Широкого Фьйорду РКМ — з Річкового та Кільового Мисів ОМФ — з Острівного та Мисового Фьйордів | СГ — зі Сніжної Гори КТ — з Коси ТінГу ЗФ — зі Західних Фьйордів ГФ — з Міського Фьйорду |

### Легендарні пасма
| Оригінальна назва                    | Назва українською мовою                         | *  |
| ------------------------------------ | ----------------------------------------------- | -- |
| Bolla þáttr Bollasonar               | Пасмо про Боллі, сина Боллі                     | ШФ |
| Böðvars þáttr bjarka                 | Пасмо про Бьодвара-Ведмежа                      | ЛП |
| Helga þáttr Þórissonar'              | Пасмо про Гєльґі, сина Торіра                   | ЛП |
| Gauts þáttr                          | Пасмо про Гаута                                 | ЛП |
| Norna-Gests þáttr                    | Пасмо про Норна-Геста                           | ЛП |
| Ormars þáttr Framarssonar            | Пасмо про Орма, сина Фрамара                    | ЛП |
| Ragnarssona þáttr                    | Пасмо про синів Раґнара                         | ЛП |
| Sörla þáttr eða Heðins saga ok Högna | Пасмо про Сьорлі, або Саґа про Гєдіна та Гьоґні | ЛП |
| Tóka þáttr Tókasonar                 | Пасмо про Токі, сина Токі                       | ЛП |
| Völsa þáttr                          | Пасмо про Вьольсу                               | КС |
| Þorsteins þáttr bœjarmagns           | Пасмо про Торстєйна-Міць Хуторів                | ЛП |

- Скорочення

| КС — з Королівських саГ ЛП — Легендарні пасма ШФ — з Широкого Фьйорду |

### Інші
Пасма присвячувалися не лише ісландцям.
| Оригінальна назва                | Назва українською мовою                 | *   |
| -------------------------------- | --------------------------------------- | --- |
| Eindriða þáttr ok Erlings        | Пасмо про Ейндріду та Ерлінґа           | —   |
| Eymundar þáttr hrings            | Пасмо про Еймунда                       | КС  |
| Hemings þáttr Áslákssonar        | Пасмо про Гємінґа, сина Аслака          | ВО  |
| Hróa þáttr heimska               | Пасмо про Гроя-Дурня                    | КС  |
| Ísleifs þáttr biskups            | Пасмо про єпископа Іслєйва              | Єп  |
| Jóns þáttr biskups Halldórssonar | Пасмо про єпископа Йона, сина Галльдора | Єп  |
| Styrbjarnar þáttr Svíakappa      | Пасмо про чемпіона Стірбйорна           | КС  |
| Sturlu þáttr                     | Пасмо про Стурла                        | Суч |

- Скорочення

| КС — з Королівських саГ Єп — про єпископів | ВО — з Ведмежого Озера Суч — про сучасність |